# Construcdead
I Construcdead sono un gruppo melodic death metal nato nel 1999 a Stoccolma, Svezia.

## Formazione

### Formazione attuale
- Jens Broman - voce
- Christian Ericson - chitarra
- Rickard Dahlberg - chitarra
- Thomas Fällgren - basso
- Niklas Karlsson - batteria

### Ex componenti
- Henrik Svegsjö - voce
- Jonas Sandberg - voce
- Daniel Regefelt - voce
- Joakim Harju - basso
- Johan Magnusson - basso
- Peter Tuthill - voce
- Erik Thyselius - batteria
- Viktor Hemgren - basso

## Discografia

### Album
- 2002 - Repent
- 2004 - Violadead
- 2005 - The Grand Machinery
- 2008 - Endless Echo

### Demo
- 1999 - The New Constitution
- 2000 - Turn
- 2000 - As Time Bleeds
- 2001 - God After Me

### EP
- 2005 - Wounded